# Chilicola dalmeidai
Chilicola dalmeidai is een vliesvleugelig insect uit de familie Colletidae. De wetenschappelijke naam van de soort is voor het eerst geldig gepubliceerd in 1946 door Moure.